# Mustafa Badreddine

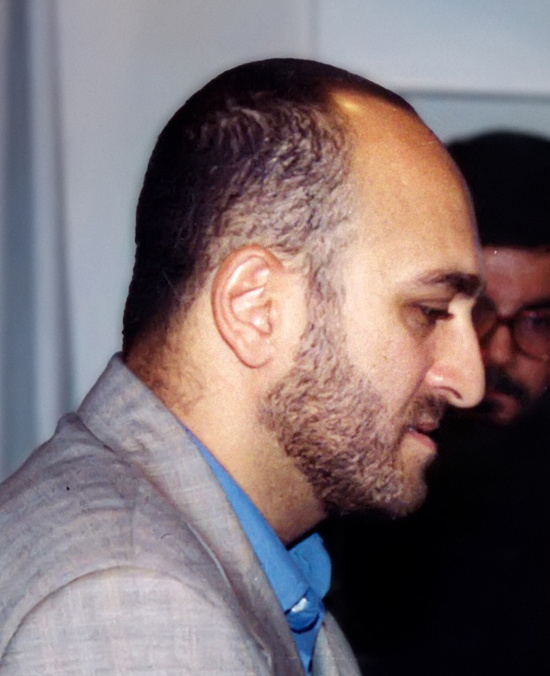
Mustafa Badreddine

Mustafa Badreddine, auch bekannt als Mustafa Badr Al Din, Mustafa Amine Badreddine, Mustafa Youssef Badreddine, Sami Issa und Elias Fouad Saab (* 6. April 1961; † 12. Mai 2016) war ein libanesischer islamistischer Terrorist. Er war militärischer Führer der Hisbollah und sowohl der Cousin als auch der Schwager von Imad Mughniyah. Er erhielt den Spitznamen Dhu l-Faqar, in Anlehnung an das legendäre Schwert von Imam Ali. Sein Tod gilt als einer der größten Verluste in der Hisbollah-Führung.

## Früheres Leben
Badreddine wurde am 6. April 1961 in Al Ghobeiry, einer Gemeinde im Distrikt Baabda, geboren. Seine Eltern waren Amine Badreddine und Fatima Jezeini, die aus dem Südlibanon stammten.

## Hisbollah
Bis 1982 gehörte Badreddine wie Imad Mughniyah der Fatah-Truppe 17 an, später schlossen sich beide der Hisbollah an. Er gehörte zu den Bombenbauern der Hisbollah.
Badreddine war auch Mitglied des Schura-Rates der Hisbollah und Leiter der Einheit für Auslandsoperationen, der Abteilung für externe Operationen der Hisbollah. Sein Berater in diesem Posten war Abdul Hadi Hammade, der zuvor die geheime Position 71 der Hisbollah kommandiert hatte. Vor seiner Ernennung zu diesem Posten im Jahr 2009, als Nachfolger von Imad Mughniyah, diente Badreddine als Kommandeur des militärischen Arms der Hisbollah und als Berater des Generalsekretärs der Hisbollah Hassan Nasrallah. Badreddines Ernennung zum Leiter der Auslandsoperation wurde vom stellvertretenden Generalsekretär der Hisbollah, Naim Kassim, nicht unterstützt. Er war auch Nasrallahs Geheimdienstchef.
Ya Libnan berichtete, dass er hinter dem Bombenanschlag auf die Kaserne des US Marine Corps im Libanon im Jahr 1983 steckte, bei dem 241 Marineinfanteristen getötet wurden.
Nach Beginn des Syrischen Bürgerkriegs im Jahr 2011 ging Badreddine als einer der Hisbollah-Kommandeure nach Syrien, um die Regierung von Baschar al-Assad zu verteidigen. 2013 trat er in den Krieg ein. Er kämpfte mit Oppositionsgruppen im Umland von Aleppo.
Badreddine steckte hinter dem erfolgreichen Hinterhalt von Al-Otaiba, bei dem 175 bis 200 regierungsfeindliche Kämpfer getötet wurden.

## Mutmaßliche Aktivitäten

### Bombenanschläge in Kuwait 1983
Badreddine reiste 1983 mit einem gefälschten libanesischen Pass unter dem Namen Elias Al Saab nach Kuwait ein. Er war Mitglied der militanten Gruppe Islamic Dawa Party.
Am 13. Dezember 1983 wurde er zusammen mit 17 Personen, die mehrerer Bombenanschläge in Kuwait City verdächtigt wurden, verhaftet.
1985 soll Badreddine die Ermordung des Emirs von Kuwait angeordnet haben, doch der Versuch scheiterte.
Er wurde zum Tode verurteilt, weil er die Anschläge geplant hatte. Vor Gericht erklärte Badreddine, dass er die Souveränität Kuwaits nicht anerkenne.
Um die Behörden zur Freilassung von Badreddine und anderer Gefangener zu zwingen, entführten Hisbollah-Mitglieder unter der Führung von Imad Mughniyah mindestens vier westliche Staatsbürger im Libanon. Mugniyeh entführte 1988 auch ein Flugzeug der Kuwait Airways Corporation in Bangkok und forderte seine Freilassung nebst anderer Gefangener.
Badreddine soll 1990 während der Invasion Kuwaits aus dem Gefängnis freigekommen sein, eine andere These lautet, dass die Iraker den inhaftierten Badreddine und die anderen freigelassen haben.
Das Online-Magazin Naharnet argumentiert, dass es Badreddine nach diesem Ereignis gelungen sei, in den Iran zu fliehen. Später brachten ihn die iranischen Revolutionsgarden nach Beirut zurück.

### Ermordung von Hariri
Im Juni 2011 wurden Badreddine und drei weitere Personen vom Sondertribunal für den Libanon (STL) wegen der Ermordung des ehemaligen libanesischen Premierministers Rafiq al-Hariri angeklagt. Die Anklageschrift wurde am 29. Juli 2011 entsiegelt.
Badreddine wurde vom Tribunal konkret beschuldigt, das Attentat geplant und überwacht zu haben. Darüber hinaus wurde er vom SEAF als Hauptplaner der Operation bezeichnet. Die Anschuldigungen gegen ihn und drei weitere Hisbollah-Mitglieder stützten sich auf Handy-Beweise. Hasan Nasrallah drohte dem Tribunal nach seiner Erklärung. Seitdem waren Badreddine und die anderen verschwunden und angeblich in den Iran geflohen. Am 1. Februar 2012 beschloss das STL, ihn in Abwesenheit vor Gericht zu stellen. Der Prozess sollte im März 2013 beginnen, wurde aber verschoben und es wurde kein Datum genannt. Der Prozess begann im Januar 2014.

### Einordnung als Terrorist
Badreddine und Talal Hamiyah wurden am 13. September 2012 vom US-Finanzministerium auf die Liste der „Specially Designated Global Terrorists“ gesetzt, weil Badreddine angeblich als oberster militärischer Befehlshaber den 2008 verstorbenen Mugniyah ablöste. Die Grundlage für ihre Einstufung war E.O. 13224 für die Unterstützung der terroristischen Aktivitäten der Hisbollah im Nahen Osten und auf der ganzen Welt.

## Tod
Am 13. Mai 2016 wurde berichtet, dass Badreddine durch eine Explosion in der Nähe des internationalen Flughafens von Damaskus getötet wurde, deren Ursache und Zeitpunkt unklar blieben. Sein Leichnam wurde nach Ghobeiry, Beirut, gebracht, wo er am 13. Mai auf dem Friedhof von Rawdat Shahidayn beigesetzt wurde.

### Vorwürfe
Die Hisbollah erklärte, dass ein Angriff von „Takfiri-Gruppen“ (sunnitische Islamisten) gestartet wurde, und sagte: „Untersuchungen haben gezeigt, dass die Explosion, die auf einen unserer Stützpunkte in der Nähe des internationalen Flughafens von Damaskus abzielte und zum Märtyrertod des Kommandeurs Mustafa Badreddine führte, das Ergebnis eines Artilleriebeschusses war, der von Takfiri-Gruppen durchgeführt wurde.“
Diese Behauptung wird von der Syrischen Beobachtungsstelle für Menschenrechte bestritten, die erklärte, dass in den letzten drei Tagen kein Artilleriefeuer in der Region zu hören gewesen sei, und erklärte, dass „es keine Wahrheit über das gibt, was die Hisbollah über die Ermordung ihres militärischen Befehlshabers in Syrien 'Mustafa Bader' durch Rebellengranaten in der Nähe des internationalen Flughafens von Damaskus veröffentlicht hat“. Später wurden Luftbilder des Ortes, an dem Badreddine getötet wurde, veröffentlicht. Diese zeigten, dass der Ort keine Artillerieschäden aufwies.
Die Tötung von Badreddine wurde von keiner Rebellengruppe für sich reklamiert. Es wird als äußerst unwahrscheinlich angesehen, dass die syrischen Rebellen über die Informationen und Waffen verfügten, da das Middle East Eye berichtete, dass „die nächstgelegenen Artilleriestellungen der Opposition … 20 Kilometer entfernt waren, und es gibt Zweifel, ob ihre Granaten aus dieser Entfernung punktgenaue Präzision erreichen könnten.“ The Times of Israel schlussfolgerte, dass ihm jemand gefolgt sei und genau wusste, wann er ankommen und wann er im Zimmer sein würde. Wenn es sich wie behauptet um Artilleriebeschuss handelte, zeige dies, dass die Sicherheitslücke nur von der Hisbollah ausgehen konnte.
Die saudische Zeitung Al-Arabiya berichtete, dass Badreddine von seinem ehemaligen Leibwächter, Ibrahim Hussein Jazini und Leibwächter von Hassan Nasrallah, auf Befehl von Nasrallah und dem iranischen General Qasem Soleimani getötet wurde. Am 21. März 2017 erklärte der Chef der israelischen Streitkräfte, Gadi Eizenkot, dass Badreddine aufgrund interner Rivalitäten von seinen eigenen Männern getötet wurde,  und der Befehl, Badreddine zu töten, von Hassan Nasrallah gegeben wurde. In einem Leitartikel in Haaretz wurde unterdessen argumentiert, dass es Soleimani war, der ihn ermorden ließ, weil er sich weigerte, Kämpfer in Syrien zu halten.